# W50
Pour les articles homonymes, voir W50 (homonymie).

Silhouette de l'ogive W50

La W50 était une ogive atomique américaine installée dans les missiles Pershing.

## Description
Deux versions différentes ont été fabriquées (Mod 1 et Mod 2), chacune offrant trois puissances explosives : la Y1 produisait une puissance de 60 kilotonnes (approximativement 3 fois la Mk-3 Fat Man de Nagasaki), la Y2 produisait 200 kilotonnes et la Y3 produisait 400 kilotonnes.
Toutes les versions avaient un diamètre de 15.4 pouces soit 391,2 mm et mesuraient 44 pouces soit 1,2 m de long, le tout pesant 410 livres soit 362.87 kg.
La W50 était du type primaire Tsetse, comme plusieurs ogives de cette époque, de la moitié jusqu'à la fin des années 1950.
Un total de 280 ogives W50 ont été fabriquées de 1963 à 1965. Elles ont été retirées du service à partir de 1973 jusqu'en 1991.